# Marija Brabantska, rimsko-njemačka carica
Marija Brabantska (Maria; oko 1190. – 1260.) bila je članica dinastije Reginaraca i rimsko-njemačka carica. Bila je najstarija kći Henrika I., vojvode Brabanta, i Matilde Bulonjske te je imala sestru Adelajdu.
Rimsko-njemački kralj Oton oženio se Marijom 19. svibnja 1214. godine. Tijekom sukoba između Welfā i Hohenstaufenā, Marija je bila carica podijeljenoga Svetoga Rimskog Carstva. Oton, Marijin suprug, ušao je u sukob s francuskim kraljem Filipom II. „Potučen” i bolestan, Oton se povukao u dvorac Harzburg, gdje je umro 19. svibnja 1218. godine. Oton s Marijom nije imao djece; Marija je postala udovica kao bivša carica.
Marijin drugi suprug bio je Vilim I., holandski grof. Par se vjenčao u srpnju 1220. te vjerojatno nije imao djece, a Marija je ponovno postala udovica. Unatoč tome što je nadživjela i drugoga supruga, Marija se nije preudala, već se opet počela koristiti naslovom carice i osnovala cistercitski samostan u Brabantu (danas dio Helmonda). Mariju su pokopali u crkvi svetoga Petra u Leuvenu. 